# Marek S. Huberath
Marek S. Huberath (właśc. Hubert Harańczyk, ur. 24 kwietnia 1954) – polski fizyk oraz pisarz science fiction. Samodzielny pracownik nauki, zajmuje się fizyką biologiczną i fizyką ciała stałego w Instytucie Fizyki Uniwersytetu Jagiellońskiego. W 2004 uzyskał habilitację, a w 2021 tytuł profesora nauk ścisłych i przyrodniczych.
Jako autor fantastyki debiutował w roku 1987 opowiadaniem „Wrocieeś Sneogg, wiedziaam...”, które zwyciężyło w II konkursie miesięcznika „Fantastyka” (pokonując m.in. Wiedźmina Andrzeja Sapkowskiego). Jego twórczość lokuje się w obrębie nurtu fantastyki religijnej.
Marek S. Huberath trzykrotnie otrzymał Nagrodę im. Janusza A. Zajdla, ponadto pięciokrotnie był do niej nominowany. Jest honorowym członkiem Galicyjskiej Gildii Fanów Fantastyki oraz Asocjacji Polskich Pisarzy Fantastyki.

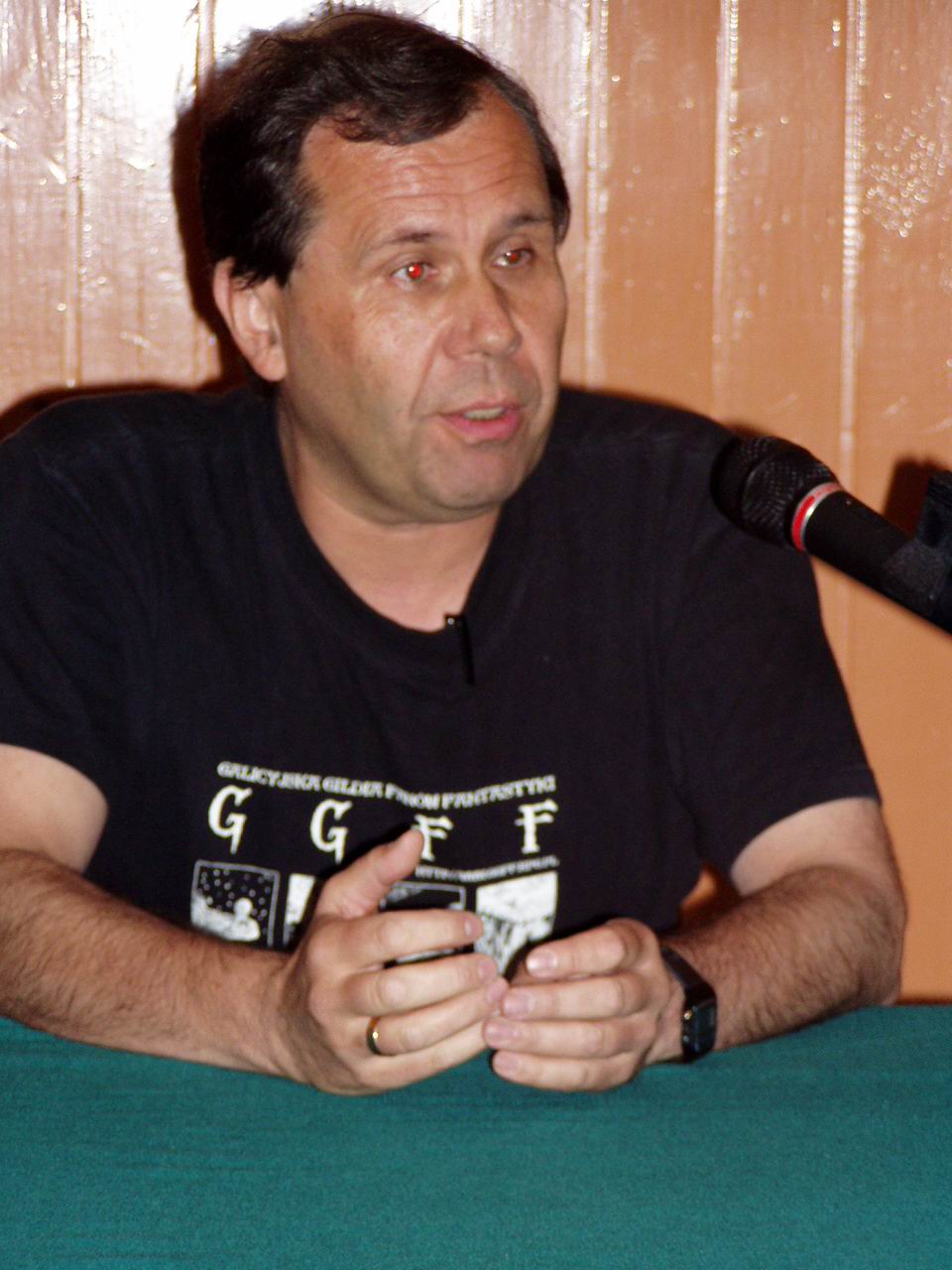
Marek S. Huberath podczas Polconu 2005

## Publikacje

### Powieści
- Gniazdo światów (superNOWA 1999)
- Miasta pod skałą (Wydawnictwo Literackie 2005, 2011)
- Portal zdobiony posągami (Fabryka Słów 2012)

### Zbiory krótszych form
- Ostatni, którzy wyszli z Raju (Zysk i S-ka 1996)
  - „Wrocieeś Sneogg, wiedziaam...”
  - Trzy kobiety Dona
  - Kara większa
  - Ostatni, którzy wyszli z Raju (mikropowieść)
  - Kocia obecność

- Druga podobizna w alabastrze (Zysk i S-ka 1997)
  - Druga podobizna w alabastrze (mikropowieść)
  - Absolutny powiernik Alfreda Dyjaka
  - Spokojne, słoneczne miejsce lęgowe
  - Maika Ivanna

- Balsam długiego pożegnania (Wydawnictwo Literackie 2006)
  - „– Wrócieeś Sneogg, wiedziaam...”
  - Trzy kobiety Dona
  - Absolutny powiernik Alfreda Dyjaka
  - Kara większa
  - Ostatni, którzy wyszli z raju
  - Kocia obecność
  - K. miał zwyczaj...
  - Akt szkicowany ołówkiem
  - Trzeba przejść groblą
  - Balsam długiego pożegnania

- Vatran Auraio (Wydawnictwo Literackie 2011)
  - Vatran Auraio (mikropowieść)
  - Spokojne, słoneczne miejsce lęgowe
  - Maika Ivanna

### Inne opowiadania
- Kilka uwag do definicji istoty żywej (antologia Wizje alternatywne: 2, 1996)

## Nagrody
- Twórca Roku – Śląkfa (1996, 1999),
- „Wrocieeś Sneogg, wiedziaam...” – I nagroda w konkursie miesięcznika „Fantastyka” (1987),
- Kara większa – Nagroda im. Janusza A. Zajdla (1991),
- Druga podobizna w alabastrze – Nagroda im. Janusza A. Zajdla w kategorii „Powieść” (1997),
- Gniazdo światów – Nagroda im. Janusza A. Zajdla w kategorii „Powieść” (1999), Srebrny Glob w kategorii „Powieść”,
- Vatran Auraio – Nagroda Literacka im. Jerzego Żuławskiego (Srebrne Wyróżnienie, 2011), Nagroda Sfinks (2012).

## Życie prywatne
Żonaty, mieszka w Krakowie. Interesuje się entomologią, muzyką klasyczną i wspinaczką górską.